# Azerithonica hyrcanica
Azerithonica hyrcanica är en spindelart som beskrevs av Guseinov, Marusik och Koponen 2005. Azerithonica hyrcanica ingår i släktet Azerithonica och familjen trattspindlar.
Artens utbredningsområde är Azerbajdzjan. Inga underarter finns listade.